# Tomasz Białowąs
Tomasz Białowąs – polski ekonomista, doktor habilitowany nauk społecznych, adiunkt ze stopniem doktora habilitowanego Wydziału Ekonomicznego UMCS.

## Życiorys
Ukończył zarządzanie i marketing na Wydziale Ekonomicznym UMCS, uzyskując tytuł licencjata (2002) i magistra (2004). Stopień doktora nauk ekonomicznych uzyskał na Wydziale Ekonomicznym UMCS w 2011 za pracę pt. „Najważniejsze czynniki rozwoju handlu międzynarodowego w latach 1945–2008” (promotorka – Bogumiła Mucha-Leszko). Stopień doktora habilitowanego nauk społecznych uzyskał na tymże wydziale w 2019 w oparciu o pracę pt. „Czynniki wpływające na przewagę konkurencyjną w eksporcie w przekroju krajów, grup krajów oraz oddziałujące na handel w wymiarze globalnym w latach 1995–2015, ze szczególnym uwzględnieniem rozwoju międzynarodowych sieci produkcyjnych i globalnych łańcuchów wartości”.
Od 2005 zatrudniony w Zakładzie Gospodarki Światowej i Integracji Europejskiej (w 2009 przemianowanym na Katedrę Gospodarki Światowej i Integracji Europejskiej) na Wydziale Ekonomicznym UMCS, początkowo jako asystent, następnie adiunkt, a obecnie adiunkt ze stopniem doktora habilitowanego. W latach 2006–2010 pracował też w Wyższej Szkole Przedsiębiorczości i Administracji w Lublinie.
Autor ponad 50 publikacji z zakresu gospodarki światowej i handlu międzynarodowego.

## Nagrody i wyróżnienia
- Nagrody rektora UMCS: 2010, 2012, 2015
- Brązowy Medal za Długoletnią Służbę (2017)